# Стадион имени Шарля Конана Банни
Стадион имени Шарля Конана Банни (англ. Charles Konan Banny Stadium) — футбольный стадион в Ямусукро, построенный в 2022 году. Арена принимала восемь матчей Кубка Африканских наций 2023 года по футболу. Стадион назван в честь государственного деятеля Шарля Конана Банни.

## История
Стадион имени Шарля Конана Банни — футбольный стадион в городе Ямусукро, Кот-д’Ивуар. Вместимость стадиона составляет 20 000 мест.
Строительство спортивной арены завершено в октябре 2018 года, однако в связи с переносом сроков проведения Кубка Африканских наций в Ямусукро работы по улучшению продолжались до июня 2022 года.
Западная трибуна стадиона служит ядром инфраструктуры, в то время как остальные три трибуны продуманно расположены на естественном склоне площадки. Такой дизайн усиливает ощущения от прибытия на матч, поскольку зрители поднимаются на самую высокую точку трибун, откуда открывается панорамный вид на весь стадион, прежде чем спуститься на свои места. Широкая крыша изящно охватывает все трибуны, приспосабливая ее высоту к пространствам под ней. Прожекторные лампы оригинально прикреплены к крыше на западной стороне, в то время как две независимые мачты украшают восточную сторону. Продуманно расположенные объекты общественного питания и туалеты расположены по всему вестибюлю, создавая элегантную рассеянную композицию. Как обычно при проектировании стадионов SCAU, было уделено тщательное внимание жизни стадиона после проведения мероприятий. Стадион назван в честь Шарля Конана Банни, который был премьер-министром с декабря 2005 года по март 2007 года.
Стадион был торжественно открыт 3 июня 2022 года, во время квалификации Кубка африканских наций 2023 года между Кот-д’Ивуаром и Замбией. Кот-д’Ивуар выиграл со счетом 3:1.
Стадион являлся одним из мест проведения Кубка африканских наций 2023 года по футболу. Здесь состоялись матчи группы C и D, а также один поединок 1/8 финала и один четвертьфинал.

### Кубок Африканских наций 2023
| Дата           | Время | Команда 1  | Результат               | Команда 2    | Раунд         | Количество зрителей |
| -------------- | ----- | ---------- | ----------------------- | ------------ | ------------- | ------------------- |
| 15 января 2024 | 14:00 | Сенегал    | 3–0                     | Гамбия       | Группа С      | 7,896               |
| 15 января 2024 | 17:00 | Камерун    | 1–1                     | Гвинея       | Группа С      | 11,271              |
| 19 января 2024 | 17:00 | Сенегал    | 3–1                     | Камерун      | Группа С      | 19,176              |
| 19 января 2024 | 20:00 | Гвинея     | 1–0                     | Гамбия       | Группа С      | 19,822              |
| 23 января 2024 | 17:00 | Гвинея     | 0–2                     | Сенегал      | Группа С      | 15,753              |
| 23 января 2024 | 20:00 | Ангола     | 2–0                     | Буркина-Фасо | Группа D      | 15,753              |
| 29 января 2024 | 20:00 | Сенегал    | 1–1 (доп. вр.) (4–5 п.) | Кот-д’Ивуар  | 1/8 финала    | 19,948              |
| 3 февраля 2024 | 20:00 | Кабо-Верде | 0–0 (доп. вр.) (1–2 п.) | ЮАР          | Четвертьфинал | 12,162              |